# سيد رجب (آبجدان)
سيد رجب (بالفارسية: سیدرجب) هي منطقة سكنية تقع في إيران في قسم آبجدان الريفي. يقدر عدد سكانها بـ 124 نسمة بحسب إحصاء 2016.